# Kaspar Winkler (Filmproduzent)
Kaspar Winkler (* 31. Mai 1971 in Zürich) ist ein Schweizer Filmproduzent. 

## Werdegang
Seit 2007 entwickelt, finanziert und produziert Kaspar Winkler mit seiner Firma TILT Production Schweizer und internationale Spiel- und Dokumentarfilme für Kino und Fernsehen.
Er ist Vorstandsmitglied des Schweizer Produzentenverbandes „GARP Gruppe Autor:innen Regisseur:innen Produzent:innen“ und des Vereins Zürich für den Film. Im Juni 2023 wurde Kaspar Winkler in den Stiftungsrat der Zürcher Filmstiftung gewählt.
2014 gründete TILT Production zusammen mit Lang Film und Mira Film den Filmverleih Vinca Film. Er lebt und arbeitet in Zürich.

## Filmografie (Auswahl)
- 2010: Muhai Tang – Im Ozean der Musik
- 2012: Dead Fucking Last
- 2013: Pocket Rocket
- 2014: Hundekopftee
- 2017: Die Einzigen
- 2017: Sono Pipa
- 2018: Das Erste und das Letzte
- 2019: Sohn meines Vaters – Family Practice
- 2020: The Wall of Shadows2021: Schalentiere
- 2022: The Curse
- 2024: The Last Expedition (Orig.: Wanda Rutkiewicz. Ostatnia wyprawa)